# High Society (film, 1955)
Pour plus de détails, voir Fiche technique et Distribution.
High Society est un film américain réalisé par William Beaudine, sorti en 1955.

## Synopsis
"Sach" apprend qu'il serait en fait l'héritier d'un magnat du cuivre. Accompagné de son ami "Slip", il se rend à la propriété familiale des Jones pour les différents papiers légaux nécessaires. En fait, ils se rendent compte qu'il s'agit d'une machination destinée à priver le véritable héritier, "Twig" Jones, de sa fortune. Sach et Slip, aidés des autres Bowery Boys, vont rétablir la vérité après plusieurs péripéties. En récompense, Twig va fournir au garage Bowery tout un ensemble de nouveaux matériels.

## Fiche technique
- Titre original : High Society
- Réalisation : William Beaudine
- Scénario : Bert Lawrence et Jerome S. Gottler, d'après une histoire originale de Edward Bernds et Elwood Ullman
- Direction artistique : Dave Milton
- Décors : Joseph Kish
- Costumes : Bert Henrikson
- Photographie : Harry Neumann
- Son : Ralph Butler
- Montage : John C. Fuller
- Production : Ben Schwalb
- Société de production : Allied Artists
- Société de distribution : Allied Artists
- Pays d'origine :  États-Unis
- Langue originale : anglais
- Format : noir et blanc — 35 mm — 1,85:1 — son Mono
- Genre : Comédie
- Durée : 61 minutes
- Dates de sortie :
  - États-Unis : 17 avril 1955

## Distribution
Les "Bowery Boys"
- Leo Gorcey : Terence Aloysius "Slip" Mahoney
- Huntz Hall : Horace Debussy "Sach" Jones
- David Gorcey : Charles "Chuck" Anderson
- Bennie Bartlett : Butch Williams

reste de la distribution
- Bernard Gorcey : Louie Dumbrowski
- Amanda Blake : Clarissa Jones
- Dayton Lummis : Stuyvesant Jones
- Ronald Keith : Terwilliger Debussy "Twig" Jones III
- Gavin Gordon : Frisbie, le majordome
- Dave Barry : Palumbo, le pianiste
- Paul Harvey : Henry Baldwin
- Addison Richards : Sam Cosgrove
- Kem Dibbs : Marten

## Autour du film
- Il s'agit du 37e film de la série des Bowery Boys
- En 1957, Edward Bernds et Elwood Ullman demandèrent le retrait du film pour l'attribution de l'Oscar de la meilleure histoire originale, ce film ayant été confondu avec High Society, film musical réalisé par Charles Walters sorti quelques mois plus tard, avec Bing Crosby et Grace Kelly[1].